# Аризона (линеен кораб, 1915)
Аризона (на английски: USS Arizona (BB-39)) е линеен кораб на САЩ, използван през 1916 – 1941 година.
Той е вторият от двата дреднаута тип „Пенсилвания“ и е построен в Бруклинската военна корабостроителница, получавайки името на получилата статут на щат Аризона. Макар че е завършен преди края на Първата световна война, корабът не участва във военните действия. По време на Гръцко-турската война е изпратен в Турция, а след това е прехвърлен в Тихоокеанския флот, където редовно участва в учения. „Аризона“ е потопен от торпедоносци по време на японското нападение срещу Пърл Харбър на 7 декември 1941 година. Не е изваден. Днес останките му се намират в залива Пърл Харбър, като над тях е изграден мемориален комплекс.
По време на нападението над Пърл Харбър линкорът е ударен от четири мощни авиобомби. Попадайки в носовите отсеци и пробивайки няколко палуби, те детонират боезапаса на главния калибър, намиращи се в погребите дълбоко в корпуса на кораба. След което линкорът стремително поема вода и ляга на грунта. От примерно 1400 души екипаж 1177 загиват.

## Мемориал на линкора „Аризона“
В началото на 1960 години, в памет на трагедията в Пърл Харбър, американците изграждат над лежащия под водата корпус на линкора мемориал. Ежегодно на 7 декември там се провежда християнска помена служба-молебен за душите на загиналите летци и моряци.

## Изображения
- Линкорът „Аризона“ на фона на Бруклинския мост в Ню Йорк
- Линкорът „Аризона“ потъващ след взрива, предизвикан от попадението на японска бомба
- Мемориалът над корпуса на „Аризона“. Добре се виждат очертания на потъналия линкор и петната масло по повърхността на водата – „сълзите“ на кораба.